# Faustino Asprilla
Faustino Hernán Asprilla Hinestroza (* 10. November 1969 in Tuluá) ist ein ehemaliger kolumbianischer Fußballspieler. Der Stürmer gilt heute als einer der besten und erfolgreichsten Fußballer seines Landes und wird von seinen Fans aufgrund seines großen Appetits der Octopus genannt. Im Laufe sowohl seiner Karriere als Aktiver als auch danach fiel der Exzentriker und Waffennarr durch allerlei Skandale auf.

## Karriere
1988 fing Asprilla beim heimischen Erstligisten Cúcuta Deportivo an, wo er bereits in seiner ersten Saison 17 Tore schoss. Es folgte der Wechsel zu Atlético Nacional 1989. Hier machte er sich mit einer überragenden Quote (35 Tore in 78 Spielen) auch in Europa einen Namen. So folgte er 1992 dem Ruf über den Atlantik und wechselte nach Parma, wobei von der kolportierten und in DM umgerechneten 6,5 Millionen Ablösesumme angeblich auch Drogenboss Pablo Escobar mitschnitt. Nach anfänglicher Skepsis am kolumbianischen Offensivakteur besiegte er in seiner ersten Saison mit einem vielumjubelten Freistoßtreffer die seit 58 Spielen unbesiegte AC Mailand, bei der zu jenem Zeitpunkt Spieler wie Frank Rijkaard, Ruud Gullit oder Marco van Basten agierten.
Mit der AC Parma holte Asprilla den UEFA-Pokal 1994/95 nach Italien. Im Halbfinale sicherte er mit vier Toren gegen Bayer Leverkusen den Finaleinzug. Im Finale stand er jeweils in der Startelf. Während seiner Zeit in Parma fiel er auch anderweitig auf; so soll er am Neujahrsmorgen 1995 in seiner kolumbianischen Heimat mit zwei Revolvern und einem Sturmgewehr in die Luft geschossen haben, wobei er anschließend nur knapp einer Inhaftierung entging und mit einer Geldstrafe und einer einjährigen Bewährungsstrafe belangt wurde. Nur Monate später soll Asprilla einen Ladenbesitzer in Kolumbien mit dem Tode bedroht haben, da dieser ihm einen Hut gestohlen haben sollte. Bereits 1994 hatten Medien vermeldet, Asprilla hätte eines seiner Pferde erschossen, was diesen erzürnte „Hey, ich liebe Waffen! Aber ich erschieße doch nicht mein eigenes Pferd.“.
Zwei Jahre zuvor hatte er bereits den Europapokal der Pokalsieger geholt und konnte nun zwei wichtige europäische Titel vorweisen. Nur sechs Monate nach dem Gewinn des UEFA Cups zog es ihn nach England, wo er bei Newcastle United anheuerte. Eine Fauxpas leistete sich der Kolumbianer auch hier, als er zwei Tage nach seinem offiziellen Wechsel mit Trainer Kevin Keegan beim Lunch im vereinseigenen Hotel saß und zum Essen einen Wein orderte, ehe er von Keegan nach dem Essen die Info bekam, dass dieser ihn für das anstehende Spiel gegen den FC Middlesbrough am gleichen Tag einsetzen wolle. Bei den Magpies wurde Asprilla jedoch nie wirklich glücklich, was allerdings auf Gegenseitigkeit beruhte, woraufhin Keegan-Nachfolger Kenny Dalglish Asprilla nach diversen Eskapaden freistellte. Daraufhin zog es ihn wieder zurück nach Parma, wohin er für eine kolportierte und in deutsche Mark umgerechnete Ablösesumme von sieben Millionen wechselte. Bekannt wurde Asprilla nicht nur für seinen grauen Pelzmantel, den er bei seiner Begrüßung in England trug, sondern vor allem durch einen Hattrick beim 3:2-Sieg von Newcastle über den FC Barcelona am 17. September 1997 im St. James’ Park.
Es folgte der zweite Triumph im UEFA-Pokal 1999 und der Sieg des italienischen Pokals im gleichen Jahr. Das war sein letzter Titel in Europa und Tino wechselte nach Brasilien zu SE Palmeiras. Nach einigen weniger erfolglosen Stationen in Rio de Janeiro und Mexiko kehrte er 2002 zu Atlético Nacional zurück. Er verbrachte jedoch nur ein Jahr in seiner Heimat und wechselte anschließend zu CF Universidad de Chile. Nach fünf Toren in 13 Spielen und einem weiteren Skandal, als er mit einer geladenen Waffe beim Mannschaftstraining auftauchte und dort aus „Spaß“ die Teamkollegen und die anwesende Presse mit dem Tod bedrohte, verließ er Chile wieder und ließ schließlich seine Karriere bei Estudiantes de La Plata in Argentinien ausklingen.
Auch nach dem offiziellen Karriereende als Aktiver fiel Asprilla, der nach seiner Fußballkarriere ein Versicherungsbüro eröffnete, mehrfach auf. Zuletzt im Jahre 2015 als ein kolumbianisches Drogenkartell ihm und seiner Familie mit dem Tod drohte und er aus seiner Heimatstadt floh, ehe die Drahtzieher gefasst wurden. Nachdem es bis auf diverse Anklagen, vor allem wegen unerlaubten Schusswaffengebrauchs, wieder etwas ruhiger um den ehemaligen kolumbianischen Internationalen geworden war, bot ihm 2013 ein lateinamerikanisches Pornounternehmen einen Job an. 2014 präsentierte er seine eigene Kondommarke mit dem Namen „Tino“, der auch sein Spitzname ist.

## Nationalteam
Mit seinem Nationalteam nahm Asprilla an der WM 1994 in den USA teil. Dort spielte er in drei Spielen mit, konnte jedoch kein einziges Tor erzielen, obwohl er zuvor noch viel umjubelt wurde und unter anderem von Michel Platini als „Nummer 1 der Welt“ erklärt wurde. Sein Team schied bereits in der Gruppenphase aus. Drei Jahre später, bei der Qualifikation zur WM 1998 lieferte er sich ein besonderes Duell mit dem Paraguayer José Luis Chilavert: Der Torhüter und Asprilla gerieten aneinander und die Begegnung endete in einer Schlägerei zwischen den beiden. Dabei war Asprilla der erste Kolumbianer, der wegen eines solchen Vergehens des Feldes verwiesen wurde. Beim Turnier selbst machte Tino nur eine Partie und konnte das Ausscheiden seines Landes wieder in der Gruppenphase nicht abwenden, wobei er bereits vorzeitig aus dem Kader geworfen wurde.

## Erfolge
- Copa Interamericana: 1990
- Kolumbianischer Meister: 1991
- Europapokalsieger der Pokalsieger: 1992/93
- UEFA Super Cup: 1993
- UEFA Cup: 1994/95, 1998/99
- Coppa Italia: 1998/99
- Italienischer Supercup: 1999
- Copa dos Campeões: 2000
- Torneio Rio-São Paulo: 2000